# 痴漢ドワーフ
『痴漢ドワーフ』（原題: 丁: Dværgen・英: The Sinful Dwarf）は、1973年に製作されたアメリカ合衆国とデンマークによる合作のホラー映画。ヴィダル・ラスキ監督による作品。
日本国内では1974年2月にニッポンシネマコーポレーションより公開されている。

## 概要
セックスとバイオレンスに満ちたソフトコアポルノ映画である。表題の通り、フリーク（異形）映画の側面も持っている。主演のトルベン・ビレ（Torben Bille、デンマーク・キューゲ出身、1945年10月31日 - 1993年7月22日）は、当時デンマークで著名な小人俳優であった。なおトルベン・ビレは小道具や舞台主任としての経歴もあり、本作でもT・ビレ名義で装飾担当としてクレジットされている。予告編で繰り返し「Abducted Bride」と流れる通り寝取られの要素もある。低予算映画であるが、覗き・拉致監禁・薬漬けによる売春強要・強姦・BDSMと内容は盛り沢山で、トルベン・ビレの単なる見世物役者にとどまらない存在感と演技力、ヴィダル・ラスキの達者な演出も相まって、一部のカルト映画信奉者に支持され、DVD化もされている（ASIN B0002J56D0）。
全編に亘って、足の悪いオラフが杖を突きながら歩く足音と、オラフの買い集めた音をたてて動くぬいぐるみなどの玩具が効果的に配されている。物語の大半が元はナイトクラブだったとオーナーのライラが語る古びた薄暗いアパートで展開し（ちなみに被害者の若い夫婦以外の住人は登場しない）、歌姫だったと自称するライラの酔っ払った調子外れの歌とオラフの調律の狂ったピアノによる伴奏が、退廃的な雰囲気に拍車をかける。

## ストーリー
冒頭、小人のオラフ（トルベン・ビレ）が道端で少女に鳴きながら歩く犬のぬいぐるみを見せている。少し頭の弱そうなその少女はぬいぐるみに惹かれて付いて行ってしまう。
売れない作家ピーター（トニー・イーデス）とメリー（アンヌ・スパロウ）の若い夫婦が格安のアパートの前にやって来た。オーナーのライラ（クララ・ケラー）は当初1人で目の前に立ったピーターに空き部屋は無いと素気無く言い放ったが、後から姿を見せたブロンドの妻メリーの美貌を目にして、あっさり前言を翻して最上階に一つ空きがあると言った。頬に傷のあるライラや、それに輪をかけて不気味な息子オラフの雰囲気に、特にメリーは不安を感じながらも2人は間借りする事となった。若い夫婦は早速夫婦の営みを始めた。2人は壁に仕掛けられた覗き穴からオラフが一部始終を見ていた事には気付かない。しかし、このアパートの秘密はそれだけでは無かった。
ピーターは連日編集部への売り込みに出掛けたが芳しい成果は得られなかった。その間にもメリーはこのアパートの異様さに神経を擦り減らしていた。特に屋根裏からと思しき（オラフの足音も含めた）不審な物音が気になった。ストレスが溜まった2人の軽い諍いがあった翌朝、メリーと和解したピーターは職を探す決意をして部屋を出た。ピーターは偶然ライラたちが取引していたサンタクロース（ワーナー・ヘッドマン）と呼ばれる男の「ぬいぐるみ屋」に勤める事となり、いきなり数日間パリに飛ぶ事となった。メリーはピーターの勤め口が見付かった事を喜びながらも1人で過ごしていると不安が募り、例の不審な屋根裏に深入りし過ぎてしまい、以前からメリーの美貌に目を付けていたオーナー母子に捕らえられ、屋根裏の隠し部屋に監禁されてしまう。そこには明らかに常軌を逸した雰囲気の全裸の少女たちが3人いた（その中には冒頭に登場した少女もいる）。ライラは2人の部屋からメリーの私物を片付け、部屋にあったタイプライターで「もうこんな生活は耐えられません」という愛想尽かしの手紙を偽造した。
舞い戻ったピーターは偽の手紙を読み、更にオラフに彼女はカバンを持って出て行ったと告げられ意気消沈するが、サンタクロースにそんな時は仕事で気を紛らわすんだと言われ店の仕事を続ける。一方アパートの屋根裏部屋には「客」がやって来た。彼は少女の1人とセックスを始めた。呆然と見つめるメリー。彼女はここが拉致監禁されて薬漬けにされた少女達が売春を強要されている場所なのだと理解し、自分に襲いかかるであろう運命に恐怖した。堪能して帰ろうとする「客」にメリーはヘロインで朦朧としながらも必死で助けを求めた。さすがにただならぬ様子に「客」が話を聞こうとしたが、そこにオラフが現れ「客」は追い返されてしまう。その少し後、ピーターがぬいぐるみ屋の地下室にいると階上に聞き覚えのあるオラフの足音と声が聞こえた。会話の内容から、この店がぬいぐるみ屋を装った麻薬の密売人である事を知りピーターは警察に出向いた。
密告しようとしたメリーにはオラフの折檻が待っていた。執拗に愛撫され、膣内を杖で強引にかき回された。メリーがいくら泣き喚いてもオラフの責めは続いた。周りの少女たちは、ただ怯えるのみだった。ライラが常連に「新しい娘が入った」と電話をかけ、ついにメリーは「客」をとらされた。抵抗しようとしても、薬漬けにされた身体では為す術もなく、犯され続けるしかなかった。ピーターの告発によりサンタクロースは逮捕され、ヘロインは押収された。警察はメリーは出て行ったのではなくアパートのどこかに監禁されていると判断した。通報を受けたライラ母子が狼狽える内に警官隊が到着した。メリーが屋根裏から不審な音がすると言っていたのを思い出したピーターと刑事はライラの制止を振り切り隠し部屋に突入。全裸の少女たちの中でやはり全裸で泣きじゃくる妻を発見し、彼女が何をされたのか理解したピーターは逆上して（刑事から渡されていた拳銃で）ライラを射殺。オラフは杖を振るって抵抗するが、ついに追い詰められ身を投げて地面に落下。冒頭に登場した犬のぬいぐるみが鳴きながら瀕死のオラフに近付き、オラフの身体に触れて倒れる。オラフが静かに絶命すると共に、ぬいぐるみも動きを止めた。